# Spiruria
Spiruria este o subclasă de viermi nematozi, din clasa Secernentea, care cuprinde numai specii parazite ale animalelor nevertebrate (ordinul Oxyurida, Rhigonematida, Drilonematida) și vertebrate (ordinul Ascaridida, Oxyurida, Spirurida, Camallanida), inclusiv a omului .
Sunt caracterizate prin prezența unui esofag cilindric sau alcătuit din două părți (în formă de sticlă de vin), fără bulbi sau valve.